# Eleccions legislatives franceses de 1834
Les eleccions legislatives franceses de 1834 es van realitzar el 21 de juny de 1834. Van ser conseqüència d'una dissolució de la Cambra de Diputats anunciada per Lluís Felip I per tal de reduir la representació de l'oposició republicana, de la sospitava que donava suport a les revoltes al país. La majoria orleanista va sortir reforçada de l'escrutini. Lluís Felip I va dissoldre aquesta assemblea el 3 d'octubre de 1837.

## Mode de scrutin
Conforme a la Carta de 1830, els diputats foren elegits per escrutini majoritari uninominal a una volta a cadascuna de les 459 circumscripcions definides per le redistribució de 1831. El sufragi era censatari, i el cos electoral tenia 171.015 inscrits.

## Resultats
Van votar 129.211 electors, un 75,56% de participació.
| Partit | Partit                   | Líder                 | Vots    | %     | Escons |
| ------ | ------------------------ | --------------------- | ------- | ----- | ------ |
|        | Partit de la Resistència | Édouard Mortier       | 89,885  | 69.5% | 320    |
|        | Partit del Moviment      | Jacques Laffitte      | 21,073  | 16.3% | 75     |
|        | Tercer Partit            | André Dupin           | 14,036  | 10.9% | 50     |
|        | Legitimistes             | Alphonse de Lamartine | 4,218   | 3.3%  | 15     |
| Total  | Total                    | Total                 | 129,211 | 100%  | 460    |